# Brynjetjärnen (Bergs socken, Jämtland)
Brynjetjärnen är en sjö i Bergs kommun i Jämtland och ingår i Ljungans huvudavrinningsområde.